# William Benjamin Lenoir
William Benjamin Lenoir dr. (Miami, Florida, 1939. március 14. – Sandoval megye, Új-Mexikó, 2010. augusztus 26.) amerikai űrhajós.

## Életpálya
1961-ben a Bachelor of Science villamosmérnöki oklevelet szerzett. 1962-ben doktorált, 1965-ben megvédte doktorátusát, adjunktus. Az egyetem oktatójaként az elektromágneses rendszerek elmélete volt a legfőbb témája. NASA pilótaként/űrhajósként több mint 3000 órát töltött a levegőben.
1967. augusztus 4-től részesült űrhajóskiképzésben a Lyndon B. Johnson Űrközpontban. 1974-1976 között a NASA műholdas Power Team vezetője. A csoport feladata volt a nagyméretű műholdak áramellátásának kifejlesztése, valamint ezen technológia közüzemi hasznosításának kidolgozása.
Egy űrszolgálata alatt összesen 5 napot, 2 órát és 14 percet (5,09 nap) töltött a világűrben. Űrhajós pályafutását 1984 szeptemberében fejezte be. A Booz Allen & Hamilton, Inc. Arlington megye, Virginia vállaltnál vezető technológiai tanácsadó lett. 1989-től 1992-ig a NASA egyik vezetőjeként az űrrepülőgépek fejlesztésért, üzemeltetésért és a gyártásért volt felelős.

## Űrrepülések
STS–5, a Columbia űrrepülőgép 5. repülésének küldetésfelelőse. Feladata volt a kereskedelmi műholdak pályára állítása, illetve a meghatározott kutatási, kísérleti program teljesítése. Az első operatív (gyakorlatias, hatékony) űrszolgálat. Űrszolgálata alatt összesen 5 napot, 2 órát, 14 percet és 26 másodpercet (122 óra) töltött a világűrben. 3 397 082 kilométert repült, 81 alkalommal kerülte meg a Földet.

### Tartalék személyzet
- Skylab–3 a mentő űrhajó pilótája
- Skylab–4 a mentő űrhajó pilótája